# 전설 원순 저모음
전설 원순 저모음(前舌 圓脣 低母音) 또는 전설 원순 개모음(前舌 圓脣 開母音)은 모음의 하나이다.
- 이 모음은 혀의 위치를 닿소리가 되지 않을 정도로 앞으로 해서 발음하는 전설모음이다.
- 이 모음은 입술을 둥글게 해서 발음하는 원순모음이다.
- 이 모음은 닿소리가 되지 않을 정도로 혀의 위치를 낮춰서 발음하는 저모음이다.